# فيل كيلي (سياسي)
فيل كيلي (بالإنجليزية: Phil Kelly)‏ هو صحفي وسياسي بريطاني، ولد في 1946 في المملكة المتحدة. حزبياً، نشط في حزب العمال.